# Guerres Jiangsu-Zhejiang
Première et seconde guerre Jiangsu-Zhejiang
Les guerres Jiangsu-Zhejiang, également appelée Qilu Jiazi Bingzai, sont une série de combats qui opposèrent plusieurs seigneurs de la guerre chinois en 1924 et 1925. Elles eurent pour cadre les frontières des provinces du Jiangsu et du Zhejiang et eurent pour objet le contrôle de Shanghai. Cette ville était le port le plus important et le plus riche de Chine. Or, si la ville de Shanghai était située au Zhejiang, le port se développait du côté du Jiangsu. Comme chacune de ces provinces était contrôlée par des cliques différentes, Shanghai représentait un enjeu stratégique d'importance.

## Prélude aux conflits
Lorsque la révolution chinoise de 1911 renversa le régime impérial, la Chine sombra dans l'instabilité dès les premières années, ce qui conduisit le président Yuan Shikai, en 1913, à tenter un coup d'État pour rétablir à son profit l'empire. Cela déclencha la guerre de protection de la nation. Dès lors, la Chine se fragmenta en de nombreuses cliques dirigées par des seigneurs de guerre locaux. Ces derniers s'affrontèrent pour tenter soit de réunifier le pays, soit de prendre la prééminence et le contrôle du gouvernement central de Pékin. Ainsi, de 1916 à 1920, le pays était dominé par la clique de l'Anhui qui parvint à faire échouer en 1917 un coup d'état à Pékin destiné à imposer une restauration mandchoue. Mais son pouvoir fut contesté par une coalition de la clique du Zhili et de la clique du Fengtian. Ainsi, la clique de l'Anhui fut brisée en juillet 1920 au cours de la guerre Zhili-Anhui. Ensuite, ce fut le tour de la clique du Zhili de dominer le pays de 1920 à 1924, en écrasant en avril 1922 son ancien allié la clique du Fengtian au cours de la première guerre Zhili-Fengtian. Mais elle fut à son tour vaincue deux ans plus tard durant la seconde guerre Zhili-Fengtian. Ainsi, de 1924 à 1928, la clique du Fengtian parvint à imposer son hégémonie.

### Le problème de Shanghai

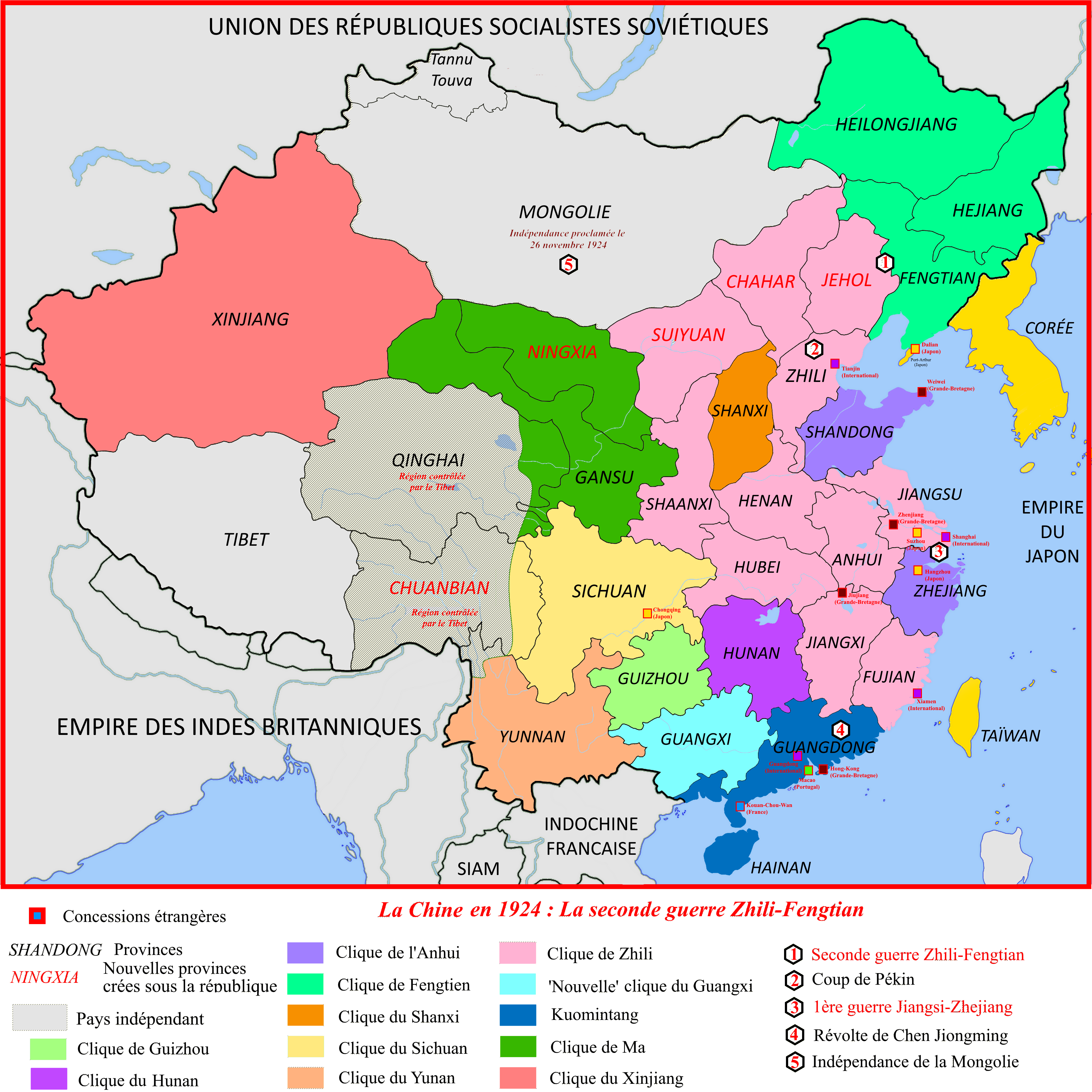
Carte de la Chine en 1924

Shanghai était une riche ville qui dépendait administrativement de la province du Zhejiang, mais dont le port s'était développé au-delà de la province, au Jiangsu. Depuis les traités inégaux, deux vastes concessions étrangères, la concession française et la concession internationale, occupaient le centre de la ville. Après la chute de Yuan Shikai, la clique de l'Anhui s'assura du contrôle de la ville et du Zhejiang tandis que le Jiangsu fut contrôlé par la clique du Zhili. Or, cette dernière s'arrangea pour percevoir tous les revenus tirés de Shanghai. Après la guerre Zhili-Anhui, l'Anhui perdit la quasi-totalité de ses provinces à l'exception du Shandong et du Zhejiang. Elle occupa aussitôt Shanghai mais alla aussi s'approprier l'autre partie appartenant au Zhejiang toujours contrôlée par le Zhili. Ainsi, le gouverneur militaire du Zhejiang, inféodé à l'Anhui, Lu Yongxiang, s'opposait de plus en plus fréquemment à son homologue du Jiangsu fidèle au Zhili, Qi Xieyuan. Après la première guerre Zhili-Fengtian de 1922, le Zhili se retrouva dans une position de domination sans partage, mais il avait conclu un accord avec la clique de l'Anhui selon lequel cette dernière ne garderait ses deux provinces restantes que si elle restait neutre dans tous les autres conflits entre seigneurs de la guerre. C'est pourquoi le statu quo fut préservé jusqu'en 1924. À cette époque, la clique du Fengtian qui se préparait activement à se venger du Zhili s'était rapproché de son ancien ennemi de l'Anhui avant de déclencher la seconde guerre Zhili-Fengtian. Dans le même temps, les tensions ne cessaient de s'aggraver entre les deux gouverneurs locaux du Zhejiang et du Jiangsu à propos de Shanghai.

## Ordre de Bataille

### Clique de l’Anhui
Commandant des forces du Zhejiang : Lu Yongxiang, quartier général basé à Hangzhou
- 1re Armée : Lu Yongxiang
  - 4e division Beiyang
  - 10e division Beiyang
- 2e Armée, dirigée par Chen Leshan
  - 1re division du Zhejiang
  - 2e division du Zhejiang
- 3e Armée dirigée par Zhang Zaiyang
  - Forces de Shanghai : He Fenglin
  - 3e division du Zhejiang
  - 4e division du Zhejiang

Soit une force mobilisée de près de 78 000 hommes

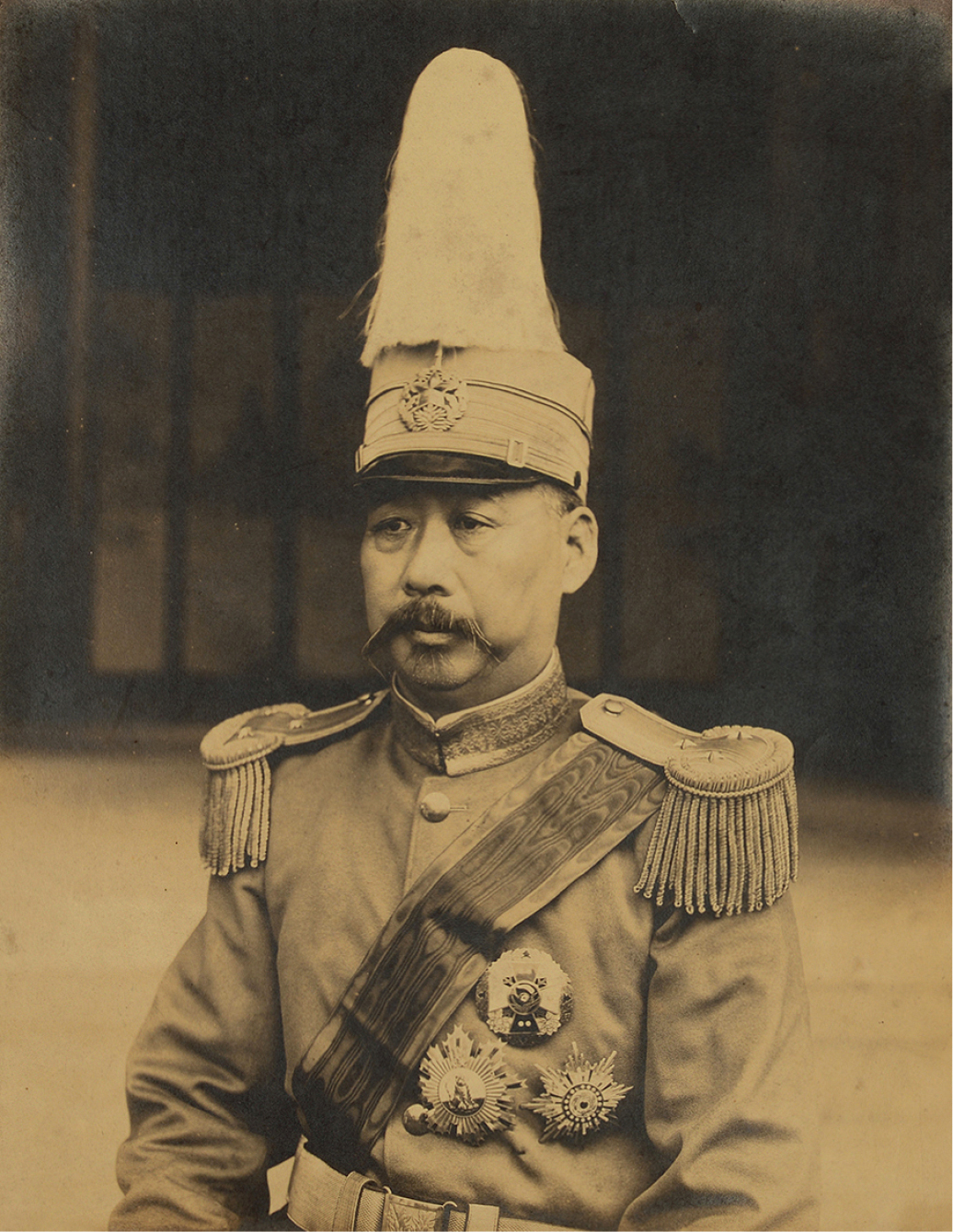
Lu Yongxiang

### Clique du Zhili
Commandant des forces du Jiangsu : Qi Xieyuan, quartier général basé à Changzhou
- 1re armée de Gongduo 
  - 6e division Beiyang
  - 19e division Beiyang
- 2e Armée de Chen Diaoyuan
  - 1re division du Jiangsu
  - 2e division du Jiangsu
  - 3e division du Jiangsu

Soit une force de près de 60 000 hommes au total. S’y ajoute les renforts suivants : 
- 3e Armée de Wang Jin basée dans la province de l’Anhui
- 4e Armée de Sun Chuanfang basée dans la province du Fujian

Soit environ 100 000 hommes supplémentaires en réserve

## La première guerre (3 septembre-13 octobre 1924)
Lu Yongxiang devint le commandant de la 10e division Beiyang chargée de la garde du Zhejiang. Sachant qu'il perdrait son poste de gouverneur militaire à partir du 4 septembre, il choisit de faire un ultime coup de force. Depuis l'été 1924, il avait été mis au courant des préparatifs militaires de la clique du Fengtian qui allaient aboutir à l'éclatement de la seconde guerre Zhili-Fengtian. Il savait également que Sun Yat-sen s'était porté garant de la défense de la clique de l'Anhui et donc du Zhejiang. Fort de ces soutiens, Lu Yongxiang déclencha la guerre. Le 3 septembre 1924, il attaqua par surprise Shanghai et investit tous les quartiers de la ville, y compris le port, à l'exception des concessions étrangères. Mais Qi Xieyang organisa bientôt la défense de sa province et s'allia avec Sun Chuanfang, le général de la 4e Armée de la clique du Zhili basée dans la province du Fujian. Dès lors, Lu Yongxiang se retrouva attaqué sur deux fronts opposés par le nord et le sud. Il espérait l'arrivée des renforts apportés par Sun Yat-sen qui partit vers lui depuis le Guangdong. Sun Yat-sen conduisit personnellement son armée vers le nord pour fixer les troupes de Sun Chuanfang afin de l'empêcher de rejoindre le front du nord. Mais une rébellion éclata à Canton, fomentée par Chen Jiongming. Sun Yat-sen fut donc forcé de stopper son offensive et de revenir en arrière pour rétablir son pouvoir menacé au Guangdong. Avec la retraite de Sun Yat-sen, Sun Chuanfang était désormais libre de ses mouvements et s'empara de tout le Zhejiang et de Shanghai. Complètement vaincu par Qi Xieyang et Sun Chuanfang, Lu Yongxiang dut s'enfuir le 13 octobre 1924 et se réfugia au Japon. Sun Chuangfang fut nommé alors gouverneur militaire à sa place et le Zhejiang tomba sous le contrôle de la clique du Zhili. Cependant, la clique du Zhili subit une défaite écrasante durant la seconde guerre Zhili-Fengtian et perdit toutes ses provinces du nord au profit de Feng Yuxiang du Guominjun et de la clique de Fengtian. La situation de Sun Chuanfang était, à court terme, précaire car les deux cliques victorieuses n'acceptaient pas que le Zhili puisse conserver le contrôle de Shanghai.

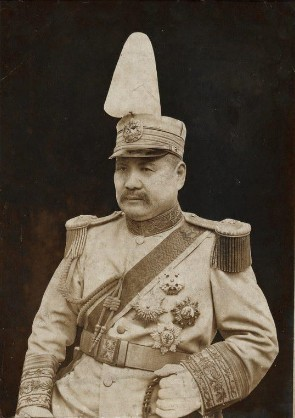
Sun Chuanfang

## La seconde guerre (1925)

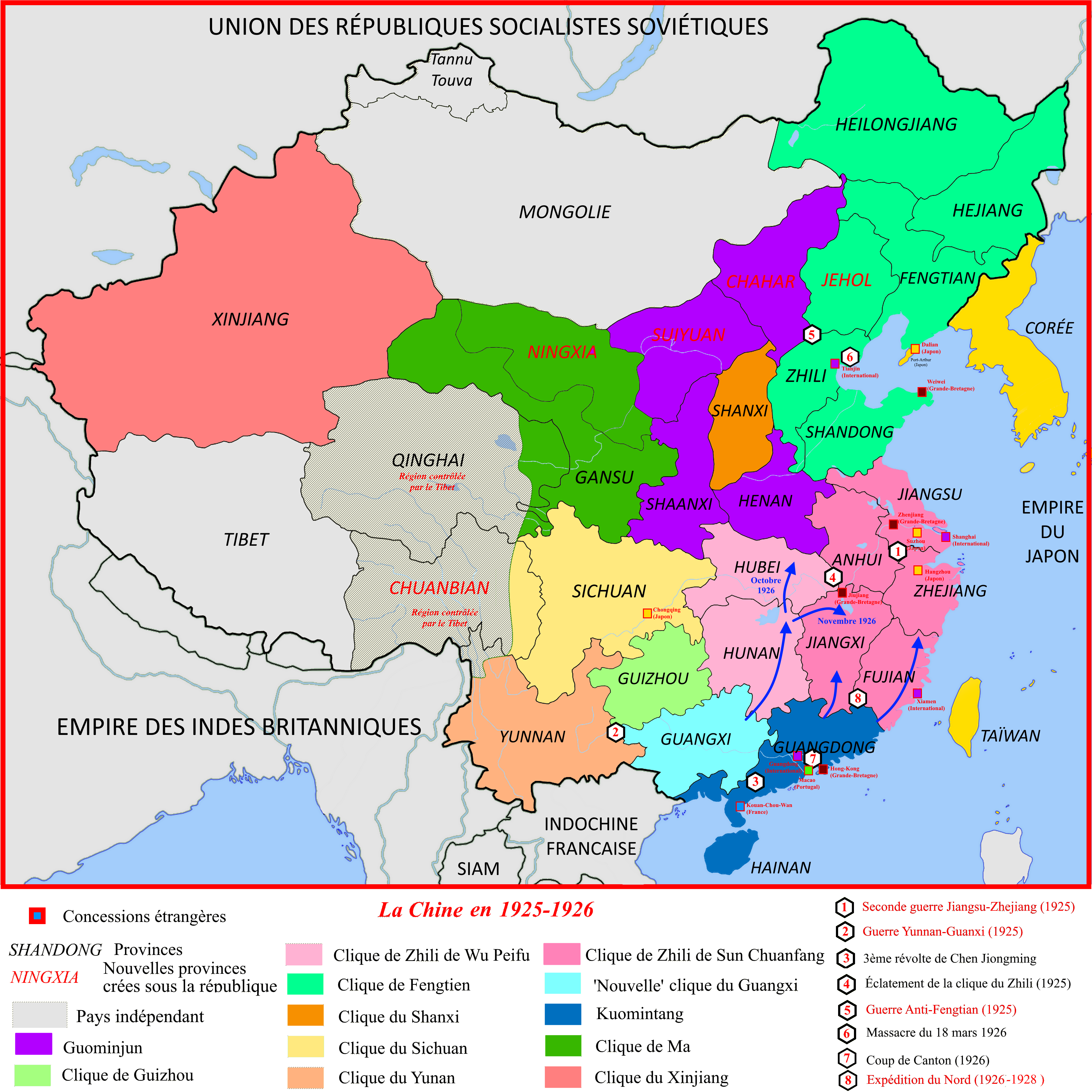
Carte de la Chine de 1925 à 1926

En 1925, le Guominjun se décida à récupérer Shanghai et organisa une expédition qui regroupa ses alliés de la clique de l’Anhui et la clique du Fengtian, dirigée par Zhang Zongchang. Dès janvier 1925, Zhang Zongchang réussit à reprendre temporairement le Jiangsu et Shanghai. Dès lors, Qi Xieyuan, résistant tant qu’il put en attendant les renforts de Sun Chuanfang, finit par céder et être vaincu. Il dut fuir et s’exiler au Japon. Mais il parvint à envoyer les débris de son armée démoralisée à Sun Chuanfang. Zhang Zongchang et Sun Chuanfang se faisaient dorénavant face sur une ligne de front démarquée par les limites administratives de Shanghai. Pendant tout le reste de l'année, les adversaires se toisèrent mais ne lancèrent aucune offensive. C’est au cours de l'automne 1925 que Sun Chuanfang lança une contre-attaque surprise qui repoussa les forces de Zhang Zongchang en dehors de Shanghai.

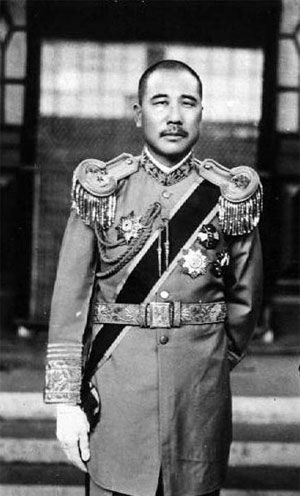
Zhang Zongchang

## Conséquences
La clique du Zhili parvient à prendre le contrôle de Shanghai mais elle va se scinder en deux pôles régionaux. Sun Chuanfang va en effet établir sa propre domination : placé sous l'autorité nominal de Wu Peifu, il devient en réalité largement indépendant de ce dernier.
Dès lors, Sun Chuanfang profite de la défaite de son adversaire pour s’emparer le 25 novembre 1925 de Nanjing. Puis, peu à peu, au cours des deux années suivantes, il va élargir ses conquêtes pour finalement contrôler en 1927 toute la province du Jiangsu, du Fujian, de l’Anhui et du Jiangxi.
Toutefois, l’irruption de l’expédition du Nord lancée depuis le Guangdong par Tchang Kaï-shek va définitivement briser sa domination.